# Javier Martina
Javier Sylvester Martina (Willemstad, 1º febbraio 1987) è un ex calciatore olandese, di ruolo attaccante.

## Carriera
Cresciuto nell'Ajax, era da un paio di stagioni alle soglie della prima squadra. Debutta dal primo minuto contro il Twente della stagione 2008-2009, quindi viene scarsamente utilizzato dal tecnico dei lancieri Marco van Basten.
Convocato per il precampionato dal successore Martin Jol, Javier Martina successivamente è stato ancora una volta relegato nella squadra riserve del club olandese. A fine agosto 2009 ha sostenuto un periodo di prova con il Bari, ma non è riuscito ad ottenere un contratto con la società italiana. Nel gennaio 2010 fu mandato in prestito all'HFC Haarlem giocando una partita.
Tornato all'Ajax, viene rilasciato nell'estate del 2010 e, nel gennaio 2011, si trasferisce al Toronto FC, squadra della Major League Soccer.